# جمهوری چک در مسابقه آواز یوروویژن
جمهوری چک تاکنون هشت بار در مسابقه آواز یوروویژن شرکت کرده‌است و اولین حضورش در سال ۲۰۰۷ بود. بعد از دریافت هیچ امتیازی در نیمه‌نهایی سال ۲۰۰۹، جمهوری چک تصمیم گرفت که دیگر در این مسابقات شرکت نکند اما بعد از پنج سال، آنها در سال ۲۰۱۵ به مسابقات بازگشتند.

## خلاصه
راهنما
| سال                                                                  | هنرمند                            | زبان                 | عنوان                | فینال              | امتیاز             | نیمه‌نهایی | امتیاز |
| -------------------------------------------------------------------- | --------------------------------- | -------------------- | -------------------- | ------------------ | ------------------ | --------- | ------ |
| مسابقه آواز یوروویژن ۲۰۰۸                                            | ترزا کرندلووا                     | زبان انگلیسی         | "Have Some Fun"      | 18                 | 9                  |           |        |
| مسابقه آواز یوروویژن ۲۰۰۹                                            | Gipsy.cz                          | انگلیسی, زبان رومانی | "Aven Romale"        | 18                 | 0                  |           |        |
| بین مسابقه آواز یوروویژن ۲۰۱۰ تا مسابقه آواز یوروویژن ۲۰۱۴ شرکت نکرد |                                   |                      |                      |                    |                    |           |        |
| مسابقه آواز یوروویژن ۲۰۱۵                                            | مارتا جاندووا & واسلاو نوید بارتا | انگلیسی              | "Hope Never Dies"    | به فینال راه نیافت | به فینال راه نیافت | 13        | 33     |
| مسابقه آواز یوروویژن ۲۰۱۶                                            | گابریلا گونسیکووا                 | انگلیسی              | "I Stand"            | 25                 | 41                 | 9         | 161    |
| مسابقه آواز یوروویژن ۲۰۱۷                                            | مارتینا بارتا                     | انگلیسی              | "My Turn"            | Failed to qualify  | Failed to qualify  | 13        | 83     |
| مسابقه آواز یوروویژن ۲۰۱۸                                            | میکلاس جوزف                       | انگلیسی              | "به من دروغ بگو"     | 6                  | 281                | 3         | 232    |
| مسابقه آواز یوروویژن ۲۰۱۹                                            | لیک مالاوی                        | انگلیسی              | "Friend of a Friend" | 11                 | 157                | 2         | 242    |
| مسابقه آواز یوروویژن ۲۰۲۰                                            |                                   |                      |                      |                    |                    |           |        |